# Пидрагу-Ярв
Пидрагу-Ярв (ест. Põdragu järv, інші назви ест. Suur-Pedre järv) — озеро в Естонії, що розташоване на острові Сааремаа, у волості Кіхельконна. На озері є один острів.